# Svogerslev Sogn
Svogerslev Sogn 
ist eine Kirchspielsgemeinde (dän.: Sogn)
auf der Insel Sjælland im südlichen Dänemark.
Bis 1970 gehörte sie zur Harde Sømme Herred im damaligen Københavns Amt (bis 1808: Roskilde Amt), danach zur Roskilde Kommune im „neuen“ Roskilde Amt, die im Zuge der  Kommunalreform zum 1. Januar 2007 in der „neuen“ Roskilde Kommune in der Region Sjælland aufgegangen ist.
Im Kirchspiel leben 4362 Einwohner, davon 4313 im Kirchdorf (Stand: 1. Januar 2023).
Im Kirchspiel liegt die Kirche „Svogerslev Kirke“.
Nachbargemeinden sind im Norden Sankt Jørgensbjerg Sogn und im Osten Roskilde Domsogn, ferner in der benachbarten Lejre Kommune im Süden Glim Sogn, im Westen Kornerup Sogn und im Nordwesten Herslev Sogn.